# Veronika Fischer (Erziehungswissenschaftlerin)
Veronika Fischer (* 1951 in Duisburg) ist eine deutsche Wirtschafts- und Erziehungswissenschaftlerin. Sie ist promovierte Wirtschaftspädagogin und Professorin der Erziehungswissenschaft.

## Leben
Veronika Fischer studierte von 1969 bis 1974 in Bonn und Madrid die Fächer Erziehungswissenschaft und Romanistik. Beide Fächer beendete sie mit Staatsexamina. Danach studierte sie in einem Aufbaustudium Wirtschaftswissenschaften und promovierte im Fachgebiet Wirtschaftspädagogik im Jahr 1982 an der Gesamthochschule Wuppertal.
Der berufliche Werdegang begann am Institut für Deutsche Sprache, wo Veronika Fischer von 1975 bis 1978 als wissenschaftliche Mitarbeiterin tätig war. Es folgte von 1978 bis 1996 eine Tätigkeit als Fachbereichsleiterin für die Bereiche Fremdsprachen, Interkulturelle Erwachsenenbildung und Migrationsarbeit beim Deutschen Volkshochschul-Verband e.V.
Daneben war sie in dieser Zeitspanne von 1975 bis 1996 unter anderem an einem Forschungsprojekt der DFG zum Thema „Schichtspezifischer Sprachgebrauch von Schülern“ und zum Thema „Interkulturelle Erwachsenenbildung“ bei mehreren Entwicklungsgruppen (u. a. eine des Landesinstituts für Schule und Weiterbildung NRW) tätig.
Seit 1996 ist Veronika Fischer als Professorin für Erziehungswissenschaft an der Fachhochschule Düsseldorf mit den Themenschwerpunkten Interkulturelle Pädagogik, Migrationssozialarbeit und Erwachsenenbildung tätig.
Auch privat engagiert sich Veronika Fischer in Integrationsdebatten, so gehörte sie zum Beispiel zu den Mitunterzeichnern einer Erklärung zur Sarrazin-Debatte.

## Schriften
- Institutionalisierung von allgemeiner und beruflicher Bildung: Trennung oder Integration? Peter Lang Verlag, Frankfurt am Main/ Bern 1982, ISBN 3-8204-7240-1. (zugleich Dissertation an der Gesamthochschule Wuppertal, 1982)
- mit Siegfried Jäger und Raimund Küchler: Vom Nutzen der Soziolinguistik. Scriptor-Verlag, Kronberg/Taunus 1977, ISBN 3-589-20610-1.
- mit Siegfried Jäger und Raimund Küchler: Schichtenspezifischer Sprachgebrauch von Schülern. Scriptor-Verlag, Kronberg/Taunus. (zwei der insg. vier Bände bisher publiziert)
- mit Monika Springer (Hrsg.): Handbuch Migration und Familie: Grundlagen für die soziale Arbeit mit Familien. Wochenschau-Verlag, Schwalbach/Taunus 2011, ISBN 978-3-89974-649-5.
- als Hrsg.: Chancengleichheit herstellen – Vielfalt gestalten: Anforderungen an Organisations- und Personalentwicklung in der Einwanderungsgesellschaft. Frank & Timme, Berlin 2007, ISBN 978-3-86596-122-8.
- als Hrsg.: Interkulturelle Kompetenz: Fortbildung – Transfer – Organisationsentwicklung. Wochenschau-Verlag, Schwalbach/Taunus 2005, ISBN 3-89974-179-X.
- als Hrsg.: Netzwerke – ein neuer Typ bürgerschaftlichen Engagements: zur Theorie und Praxis der sozialen Netzwerkarbeit mit Älteren. Wochenschau-Verlag, Schwalbach/Taunus, ISBN 3-89974-082-3.
- mit Desbina Kallinikidou und Birgit Stimm-Armingeon: Handbuch interkulturelle Gruppenarbeit. Wochenschau-Verlag, Schwalbach/Taunus 2001, ISBN 3-87920-628-7.
- mit Margitta Geyer: Materialien für den Deutschunterricht mit ausländischen Frauen. Hrsg.: Landesinstitut für Schule und Weiterbildung. Soester-Verlags-Kontor, Soest 1988, ISBN 3-8165-2323-4.
- mit Judith Koch: Materialband Alphabet. Lesen und Schreiben für ausländische Erwachsene. hrsg. v. Sprachverband Deutsch für ausländische Arbeitnehmer e.V., Mainz 1990.
- mit Volker Eichener und Karin Nell (Hrsg.): Netzwerke – ein neuer Typ bürgerschaftlichen Engagements. Zur Theorie und Praxis der sozialen Netzwerkarbeit mit Älteren. Wochenschau-Verlag, Schwalbach/Taunus 2003.
- mit Doris Krumpholz und Volker Eichener: Migration – Interkulturelle Öffnung der Institutionen – Interkulturelle Kompetenz. Ausgewählte Ergebnisse der Evaluation des Zertifikatskurses „Interkulturelle Kompetenz für BeraterInnen und PädagogInnen im Bereich Berufsorientierung“. Düsseldorf 2005.
- mit Doris Krumpholz und Adelheid Schmitz: Zuwanderung – Eine Chance für die Familienbildung. Bestandsaufnahme und Empfehlungen zur Eltern- und Familienbildung in Nordrhein-Westfalen. Hrsg. vom Ministerium für Generationen, Familie, Frauen und Integration des Landes Nordrhein-Westfalen. Düsseldorf 2007.
- mit Doris Krumpholz, Adelheid Schmitz und Csilla Patocs: Stärkung der Selbsthilfepotenziale und Vernetzung zugewanderter Eltern. Eine Untersuchung des Elternnetzwerks NRW unter besonderer Berücksichtigung des Fortbildungsbedarfs. Forschungsbericht. Düsseldorf 2007.